# Stella Maxwell
Stella Maxwell, née le 15 mai 1990 à Bruxelles en Belgique, est une mannequin  britannique. Elle est l'une des « Anges » de la marque de lingerie Victoria's Secret.

## Biographie

### Jeunesse
Stella Maxwell est issue d'une famille originaire d'Irlande du Nord. Elle est née et a grandi en Belgique, où son père est diplomate, jusqu'à l'âge de treize ans, poursuivant un cursus scolaire à l'École européenne de Bruxelles II à Woluwe-Saint-Lambert.
Elle quitte ensuite la Belgique avec sa famille pour Canberra en Australie,, avant de s'établir à Wellington en Nouvelle-Zélande à quatorze ans. 
Elle étudie au Queen Margaret College (en) et à l'université d'Otago.

### Carrière
Elle défile pour Victoria's Secret depuis 2014,. L'année suivante, elle devient un Ange de la marque,.
Au cours de sa carrière, elle défile pour les marques Jeremy Scott, Marc Jacobs, Tommy Hilfiger, ou encore Moschino et pose pour Alexander McQueen, Asos, H&M, Karl Lagerfeld, Roberto Cavalli, Urban Outfitters et Topshop. 
Stella Maxwell pose en couverture des magazines de mode Vogue Allemagne, Vogue Turquie, Vogue Espagne (aux côtés des mannequins Elsa Hosk, Martha Hunt, Jasmine Tookes, Sara Sampaio, Romee Strijd et Taylor Marie Hill), Vogue Thaïlande, Elle, Numéro, Grazia, Maxim, et Harper's Bazaar.
Elle apparaît également dans les pages de Glamour, i-D, Interview, Jalouse, Mixte, Purple, The Last Magazine, 7000, ou encore Dress to Kill.

## Vie privée
De juillet à août 2015, elle a une brève liaison avec la chanteuse Miley Cyrus. 
De décembre 2016 à novembre 2018,  elle est en couple avec l'actrice Kristen Stewart,.